# Caribou megye
Caribou megye az Amerikai Egyesült Államokban, azon belül Idaho államban található. Megyeszékhelye és legnagyobb városa Soda Springs. Lakosainak száma 7027 fő (2020. április 1.). Caribou megye Bonneville, Bear Lake, Franklin, Bannock, Lincoln és Bingham megyékkel határos.

## Népesség
A megye népességének változása:
| Lakosok száma | 6976 | 6849 | 6778 | 6808 | 6770 | 7027 |
|               | 2010 | 2011 | 2012 | 2013 | 2015 | 2020 |